# 가미몬주촌
가미몬주촌(上文殊村)은 후쿠이현 아스와군에 있던 촌이다. 현재의 후쿠이시 남동에 해당한다.

## 역사
- 1889년 4월 1일 - 정촌제 시행에 의해 12개 촌의 구역을 가지고 성립하였다.
- 1955년 3월 31일 - 사코촌, 이치조다니촌, 시모몬주촌, 로쿠조촌과 합병해 아스와촌이 성립하여, 동일 가미몬주촌은 폐지되었다.

## 참고문헌
- 角川日本地名大辞典 18 福井県